# Agdenes
Agdenes (norw. Agdenes kommune) – dawna norweska gmina leżąca w okręgu Trøndelag. Jej siedzibą było miasto Lensvik. Gmina została zlikwidowana z końcem 2019 roku. Od 1 stycznia 2020 jej obszar, wraz z gminami Orkdal, Meldal i częścią Snillfjord został włączony w nowo utworzoną gminę Orkland.
W 2019 roku gminę zamieszkiwały 1693 osoby. Jej powierzchnia wynosiła 297 km².

## Demografia
Według danych z roku 2005 gminę zamieszkuje 1799 osób. Gęstość zaludnienia wynosi 5,66 os./km². Pod względem zaludnienia Agdenes zajmuje 347. miejsce wśród norweskich gmin.
| ludność stan na 1 stycznia 2005 |         |           |       |
|                                 | kobiety | mężczyźni | razem |
| osób                            | 893     | 906       | 1799  |
| %                               | 49,64%  | 50,36%    | 100%  |

| wykształcenie stan na 1 października 2004 |            |         |        |          |
|                                           | podstawowe | średnie | wyższe | nieznane |
| osób                                      | 343        | 894     | 187    | 26       |
| %                                         | 23,66%     | 61,66%  | 12,9%  | 1,79%    |

## Edukacja
Według danych z 1 października 2004:
- liczba szkół podstawowych (norw. grunnskolar): 2
- liczba uczniów szkół podst.: 254

## Władze gminy
Według danych na rok 2011 administratorem gminy (norw. rådmann) był John Ola Selbekk, natomiast burmistrzem (norw. ordfører, d. borgermester) był Oddvar Indergård.